# Lepidodexia uniseta
Lepidodexia uniseta är en tvåvingeart som först beskrevs av Guilherme A.M.Lopes 1950.  Lepidodexia uniseta ingår i släktet Lepidodexia och familjen köttflugor.
Artens utbredningsområde är Ecuador. Inga underarter finns listade i Catalogue of Life.